# Кулаковский сельсовет
Кулаковский сельсовет - сельское поселение в Мотыгинском районе Красноярского края.
Административный центр — посёлок Кулаково.

## История
Статус и границы сельского поселения определены Законом Красноярского края от 25 февраля 2005 года «Об установлении границ и наделении соответствующим статусом муниципального образования Мотыгинский район и находящихся в его границах иных муниципальных образований»

## Население
| 2010 | 2012 | 2013 | 2014 | 2015 | 2016 | 2017 |
| ---- | ---- | ---- | ---- | ---- | ---- | ---- |
| 838  | ↗845 | ↘824 | ↗841 | ↘827 | ↗837 | ↘822 |

## Состав сельского поселения
В состав сельского поселения входит один населённый пункт — посёлок Кулаково.

## Местное самоуправление
Кулаковский сельский Совет депутатов
Дата избрания: 14.03.2010. Срок полномочий: 4 года. Количество депутатов:  7
Глава муниципального образования
- Волкова Татьяна Алексеевна. Дата избрания: 14.03.2010. Срок полномочий: 4 года